# Antonio Durazzini
Prof. Dr. Antonio Francesco Durazzini (1740 - 1810 ) fue un médico y botánico italiano. Mantuvo correspondencia con el genial Linneo quien dijo

...es un botánico, que aunque no lo suficientemente diligente,  trabaja con una gran ambición, y entiende bien los viejos métodos

## Algunas publicaciones

### Libros
- Durazzini, AF. 1772. Elogio del P.Ab. Bruno Tozzi, in Elogio degli Uomini Illustri Toscani. Lucca

- La abreviatura «Durazz.» se emplea para indicar a Antonio Durazzini como autoridad en la descripción y clasificación científica de los vegetales.[3]